# Патријарх александријски Теодор II
Патријарх александријски Теодор II (грч. Πάπας και Πατριάρχης Αλεξανδρείας και πάσης Αφρικής Θεόδωρος Β΄, световно Николас Хорефтакис (грч. Νικόλαος Χορευτάκης); Ханија, Грчка, 25. новембар 1954) врховни је поглавар Александријске патријаршије, 99. по реду. Има такође и титулу папе.
Српску православну цркву је посетио септембра 2017. године. Њему је 2017. додељен Орден српске заставе првог степена.

## Галерија
- Посета  патријарха александријског Теодора II Епархији Нишкој у склопу канонске посете Српске православне цркве.
- Делегација Александријске патријаршије